# Kurt Clemens
Kurt Clemens (Homburg, 7 novembre 1925 – 19 luglio 2021) è stato un calciatore tedesco, di ruolo centrocampista.

## Carriera

### Club
Durante la sua carriera ha giocato con varie squadre di club, tra cui i francesi del FC Nancy.

### Nazionale
Tra il 1950 ed il 1956 ha rappresentato la nazionale della Saar, con cui conta 10 presenze.

## Palmarès

### Club

#### Competizioni nazionali
- Ehrenliga Saarland: 1

Saarbrücken: 1950-1951